# Eisschnelllauf-Weltcup 2005/06

Logo des Essent ISU Weltcup

Der Eisschnelllauf-Weltcup 2005/06 wird für Frauen und Männer in acht Weltcupstationen in fünf Ländern ausgetragen. Die Saison begann am 12. November 2005 und endete am 5. März 2006. Hier wurden von Frauen Strecken von 100 bis 5.000 und der Männer von 100 bis 10.000 Meter gelaufen. Erstmals wird ein Teamweltcup ausgetragen. Nach dem Testlauf in der Saison 2004/05 sind nun drei Termine vorgesehen. Jeweils drei Läufer einer Nation erringen hierbei Punkte für ihre Nation. Am 5. März fand ein Eis-Marathonlauf als Demonstrationsrennen bei den Männern statt. Die in den Niederlanden weit verbreiterte Wettkampfform ist ein Massenstart mit einer Länge von durchschnittlich weit über 10.000 m Länge.
Siehe auch: Liste der Gesamtweltcupsieger im Eisschnelllauf

## Wettbewerbe

### Frauen

#### Weltcup-Übersicht
| Datum                                                                     | Ort                                    | Disziplin            | Sieger                                                                     | Zweiter                                                | Dritter                                                                |
| ------------------------------------------------------------------------- | -------------------------------------- | -------------------- | -------------------------------------------------------------------------- | ------------------------------------------------------ | ---------------------------------------------------------------------- |
| 12. bis 13. Nov. 2005                                                     | Calgary (Olympic Oval)                 | Team (12. Nov.)      | Deutschland 2.56,04 (ER)Anni Friesinger Daniela Anschütz Claudia Pechstein | Volksrepublik ChinaWang Fei Ji Jia Zhang Xiaolei       | DeutschlandKatrin Kalex Lucille Opitz Monique Angermüller              |
| 12. bis 13. Nov. 2005                                                     | Calgary (Olympic Oval)                 | 3.000 m (12. Nov.)   | Cindy Klassen3.55,75 min (CR)                                              | Claudia Pechstein                                      | Anni Friesinger                                                        |
| 12. bis 13. Nov. 2005                                                     | Calgary (Olympic Oval)                 | 1.500 m (13. Nov.)   | Anni Friesinger                                                            | Claudia Pechstein                                      | Kristina Groves                                                        |
| 18. bis 20. Nov. 2005                                                     | Salt Lake City (Utah Olympic Oval)     | 500 m (18. Nov.)     | Wang Beixing                                                               | Wang Manli                                             | Jennifer Rodriguez                                                     |
| 18. bis 20. Nov. 2005                                                     | Salt Lake City (Utah Olympic Oval)     | 1.000 m (18. Nov.)   | Anni Friesinger                                                            | Jennifer Rodriguez                                     | Chiara Simionato                                                       |
| 18. bis 20. Nov. 2005                                                     | Salt Lake City (Utah Olympic Oval)     | 3.000 m (18. Nov.)   | Cindy Klassen                                                              | Clara Hughes                                           | Kristina Groves                                                        |
| 18. bis 20. Nov. 2005                                                     | Salt Lake City (Utah Olympic Oval)     | 1.000 m (19. Nov.)   | Anni Friesinger                                                            | Chiara Simionato                                       | Jennifer Rodriguez                                                     |
| 18. bis 20. Nov. 2005                                                     | Salt Lake City (Utah Olympic Oval)     | 500 m (20. Nov.)     | Wang Manli                                                                 | Wang Beixing                                           | Sayuri Ōsuga                                                           |
| 18. bis 20. Nov. 2005                                                     | Salt Lake City (Utah Olympic Oval)     | 1.500 m (20. Nov.)   | Cindy Klassen 1:51,79 (WR)                                                 | Anni Friesinger                                        | Christine Nesbitt                                                      |
| 26. bis 27. Nov. 2005                                                     | Milwaukee (Pettit National Ice Center) | 100 m (26.–27. Nov.) | Sayuri Ōsuga                                                               | Jenny Wolf                                             | Lee Sang-hwa                                                           |
| 26. bis 27. Nov. 2005                                                     | Milwaukee (Pettit National Ice Center) | 500 m (26. Nov.)     | Wang Manli                                                                 | Sayuri Yoshii                                          | Wang Beixing                                                           |
| 26. bis 27. Nov. 2005                                                     | Milwaukee (Pettit National Ice Center) | 1.000 m (26. Nov.)   | Jennifer Rodriguez                                                         | Chiara Simionato                                       | Marianne Timmer                                                        |
| 26. bis 27. Nov. 2005                                                     | Milwaukee (Pettit National Ice Center) | 500 m (27. Nov.)     | Wang Manli                                                                 | Wang Beixing                                           | Jenny Wolf                                                             |
| 26. bis 27. Nov. 2005                                                     | Milwaukee (Pettit National Ice Center) | 1.000 m (27. Nov.)   | Chiara Simionato                                                           | Jennifer Rodriguez                                     | Marianne Timmer                                                        |
| 3. bis 4. Dez. 2005                                                       | Klobenstein (Ritten Arena)             | 5.000 m (3. Dez.)    | Clara Hughes                                                               | Claudia Pechstein                                      | Cindy Klassen                                                          |
| 3. bis 4. Dez. 2005                                                       | Klobenstein (Ritten Arena)             | 1.500 m (4. Dez.)    | Anni Friesinger                                                            | Cindy Klassen                                          | Kristina Groves                                                        |
| 3. bis 4. Dez. 2005                                                       | Klobenstein (Ritten Arena)             | Team (4. Dez.)       | Niederlande Renate Groenewold Moniek Kleinsman Ireen Wüst                  | Kanada Kristina Groves Cindy Klassen Christine Nesbitt | Russland Jekaterina Abramowa Galina Lichatschowa Jekaterina Lobyschewa |
| 9. bis 11. Dez. 2005                                                      | Turin (Oval Lingotto)                  | 500 m (9. Dez.)      | Wang Manli                                                                 | Sayuri Yoshii                                          | Tomomi Okazaki                                                         |
| 9. bis 11. Dez. 2005                                                      | Turin (Oval Lingotto)                  | 1.500 m (9. Dez.)    | Anni Friesinger                                                            | Cindy Klassen                                          | Renate Groenewold                                                      |
| 9. bis 11. Dez. 2005                                                      | Turin (Oval Lingotto)                  | 500 m (10. Dez.)     | Jenny Wolf                                                                 | Tomomi Okazaki                                         | Chiara Simionato                                                       |
| 9. bis 11. Dez. 2005                                                      | Turin (Oval Lingotto)                  | 3.000 m (10. Dez.)   | Anni Friesinger                                                            | Cindy Klassen                                          | Kristina Groves                                                        |
| 9. bis 11. Dez. 2005                                                      | Turin (Oval Lingotto)                  | 1.000 m (11. Dez.)   | Anni Friesinger                                                            | Cindy Klassen                                          | Jennifer Rodriguez                                                     |
| 9. bis 11. Dez. 2005                                                      | Turin (Oval Lingotto)                  | Team (11. Feb.)      | Deutschland Daniela Anschütz Anni Friesinger Sabine Völker                 | Kanada Kristina Groves Clara Hughes Christine Nesbitt  | Japan Eriko Ishino Hiromi Ōtsu Maki Tabata                             |
| 17. bis 18. Dez. 2005                                                     | Inzell (Ludwig-Schwabl-Stadion)        | 500 m (17. Dez.)     | Jenny Wolf                                                                 | Swetlana Schurowa                                      | Sanne van der Star                                                     |
| 17. bis 18. Dez. 2005                                                     | Inzell (Ludwig-Schwabl-Stadion)        | 1.000 m (17. Dez.)   | Els Murris                                                                 | Swetlana Schurowa                                      | Marieke Wijsman                                                        |
| 17. bis 18. Dez. 2005                                                     | Inzell (Ludwig-Schwabl-Stadion)        | 100 m (17.–18. Dez.) | Jenny Wolf                                                                 | Swetlana Kaikan                                        | Paulina Wallin                                                         |
| 17. bis 18. Dez. 2005                                                     | Inzell (Ludwig-Schwabl-Stadion)        | 500 m (18. Dez.)     | Swetlana Schurowa                                                          | Jenny Wolf                                             | Sanne van der Star                                                     |
| 17. bis 18. Dez. 2005                                                     | Inzell (Ludwig-Schwabl-Stadion)        | 1.000 m (18. Dez.)   | Swetlana Schurowa                                                          | Els Murris                                             | Sanne van der Star                                                     |
| Mehrkampfeuropameisterschaft in Hamar (Vikingskipet), 14.–15. Januar 2006 |                                        |                      |                                                                            |                                                        |                                                                        |
| Sprintweltmeisterschaft in Heerenveen (Thialf), 21.–22. Januar 2006       |                                        |                      |                                                                            |                                                        |                                                                        |
| 28. bis 29. Jan. 2006                                                     | Klobenstein (Ritten Arena)             | 500 m (28. Jan.)     | Chiara Simionato                                                           | Jenny Wolf                                             | Swetlana Kaikan                                                        |
| 28. bis 29. Jan. 2006                                                     | Klobenstein (Ritten Arena)             | 1.000 m (28. Jan.)   | Anni Friesinger                                                            | Aki Tonoike                                            | Paulien van Deutekom                                                   |
| 28. bis 29. Jan. 2006                                                     | Klobenstein (Ritten Arena)             | 500 m (29. Jan.)     | Chiara Simionato                                                           | Jenny Wolf                                             | Swetlana Kaikan                                                        |
| 28. bis 29. Jan. 2006                                                     | Klobenstein (Ritten Arena)             | 1.000 m (29. Jan.)   | Anni Friesinger                                                            | Chiara Simionato                                       | Aki Tonoike                                                            |
| Olympische Winterspiele in Turin (Oval Lingotto), 10.–26. Februar 2006    |                                        |                      |                                                                            |                                                        |                                                                        |
| 3. bis 5. Mär. 2006                                                       | Heerenveen (Thialf)                    | 500 m (3. Mär.)      | Sayuri Yoshii                                                              | Lee Sang-hwa                                           | Chiara Simionato                                                       |
| 3. bis 5. Mär. 2006                                                       | Heerenveen (Thialf)                    | 100 m (3.–5. Mär.)   | Lee Sang-hwa                                                               | Jenny Wolf                                             | Sayuri Ōsuga                                                           |
| 3. bis 5. Mär. 2006                                                       | Heerenveen (Thialf)                    | 1.000 m (4. Mär.)    | Ireen Wüst                                                                 | Anni Friesinger                                        | Chiara Simionato                                                       |
| 3. bis 5. Mär. 2006                                                       | Heerenveen (Thialf)                    | 3.000 m (4. Mär.)    | Cindy Klassen                                                              | Claudia Pechstein                                      | Maren Haugli                                                           |
| 3. bis 5. Mär. 2006                                                       | Heerenveen (Thialf)                    | 500 m (5. Mär.)      | Swetlana Schurowa                                                          | Jenny Wolf                                             | Lee Sang-hwa                                                           |
| 3. bis 5. Mär. 2006                                                       | Heerenveen (Thialf)                    | 1.500 m (5. Mär.)    | Ireen Wüst                                                                 | Anni Friesinger                                        | Cindy Klassen                                                          |
| Mehrkampfweltmeisterschaft in Calgary (Olympic Oval), 18.–19. März 2006   |                                        |                      |                                                                            |                                                        |                                                                        |

#### 100 Meter
Sprintausscheidung: Im K.-o.-System gelangen die Sportler über (Vorrunden und) Halbfinales ins Finale der besten drei.
(Endstand: Nach 3 Rennen)
| Rang | Name                   | Land                | Punkte |
| ---- | ---------------------- | ------------------- | ------ |
| 1    | Jenny Wolf             | Deutschland         | 300    |
| 2    | Lee Sang-hwa           | Südkorea            | 220    |
| 3    | Sayuri Ōsuga           | Japan               | 205    |
| 4    | Swetlana Kaikan        | Russland            | 165    |
| 5    | Paulina Wallin         | Schweden            | 142    |
| 6    | Sayuri Yoshii          | Japan               | 140    |
| 7    | Claudia Wallin         | Schweden            | 135    |
| 8    | Sanne van der Star     | Niederlande         | 85     |
| 9    | Cathrine Grage         | Dänemark            | 82     |
| 10   | Wang Dan               | Volksrepublik China | 60     |
|      |                        |                     |        |
| 13   | Gabriele Hirschbichler | Deutschland         | 36     |

#### 500 Meter
(Endstand: Nach 12 Rennen)
| Rang | Name                | Land                | Punkte |
| ---- | ------------------- | ------------------- | ------ |
| 1    | Jenny Wolf          | Deutschland         | 917    |
| 2    | Swetlana Schurowa   | Russland            | 617    |
| 3    | Chiara Simionato    | Italien             | 608    |
| 4    | Sayuri Yoshii       | Japan               | 491    |
| 5    | Wang Manli          | Volksrepublik China | 480    |
| 6    | Lee Sang-hwa        | Südkorea            | 430    |
| 7    | Sayuri Ōsuga        | Japan               | 426    |
| 8    | Sanne van der Star  | Niederlande         | 344    |
| 9    | Tomomi Okazaki      | Japan               | 336    |
| 10   | Swetlana Kaikan     | Russland            | 332    |
|      |                     |                     |        |
| 20   | Monique Angermüller | Deutschland         | 164    |
| 26   | Sabine Völker       | Deutschland         | 83     |

#### 1.000 Meter
(Endstand: Nach 10 Rennen)
| Rang | Name                | Land               | Punkte |
| ---- | ------------------- | ------------------ | ------ |
| 1    | Anni Friesinger     | Deutschland        | 620    |
| 2    | Chiara Simionato    | Italien            | 576    |
| 3    | Jennifer Rodriguez  | Vereinigte Staaten | 400    |
| 4    | Swetlana Schurowa   | Russland           | 376    |
| 5    | Els Murris          | Niederlande        | 329    |
| 6    | Marianne Timmer     | Niederlande        | 326    |
| 7    | Ireen Wüst          | Niederlande        | 272    |
| 8    | Chris Witty         | Vereinigte Staaten | 253    |
| 9    | Aki Tonoike         | Japan              | 248    |
| 10   | Monique Angermüller | Deutschland        | 236    |
|      |                     |                    |        |
| 22   | Agnes Friesinger    | Deutschland        | 116    |
| 25   | Sabine Völker       | Deutschland        | 100    |

#### 1.500 Meter
(Endstand: Nach 5 Rennen)
| Rang | Name                 | Land               | Punkte |
| ---- | -------------------- | ------------------ | ------ |
| 1    | Anni Friesinger      | Deutschland        | 500    |
| 2    | Cindy Klassen        | Kanada             | 425    |
| 3    | Ireen Wüst           | Niederlande        | 295    |
| 4    | Kristina Groves      | Kanada             | 281    |
| 5    | Renate Groenewold    | Niederlande        | 244    |
| 6    | Paulien van Deutekom | Niederlande        | 156    |
| 7    | Claudia Pechstein    | Deutschland        | 151    |
| 8    | Maki Tabata          | Japan              | 142    |
| 9    | Chiara Simionato     | Italien            | 140    |
| 10   | Jennifer Rodriguez   | Vereinigte Staaten | 135    |
|      |                      |                    |        |
| 12   | Sabine Völker        | Deutschland        | 120    |
| 14   | Daniela Anschütz     | Deutschland        | 112    |

#### 3.000/5.000 Meter
(Endstand: Nach 5 Rennen)
| Rang | Name              | Land               | Punkte |
| ---- | ----------------- | ------------------ | ------ |
| 1    | Cindy Klassen     | Kanada             | 500    |
| 2    | Claudia Pechstein | Deutschland        | 385    |
| 3    | Kristina Groves   | Kanada             | 299    |
| 4    | Clara Hughes      | Kanada             | 294    |
| 5    | Daniela Anschütz  | Deutschland        | 261    |
| 6    | Anni Friesinger   | Deutschland        | 230    |
| 7    | Maren Haugli      | Norwegen           | 225    |
| 8    | Martina Sáblíková | Tschechien         | 222    |
| 9    | Catherine Raney   | Vereinigte Staaten | 175    |
| 10   | Renate Groenewold | Niederlande        | 144    |
|      |                   |                    |        |
| 14   | Anna Rokita       | Österreich         | 94     |
| 17   | Lucille Opitz     | Deutschland        | 71     |

#### Teamlauf
- Je Weltcuprennen starteten drei Läufer

(Endstand: Nach 3 Rennen)
| Rang | Name | Land                | Punkte |
| ---- | --- | ------------------- | ------ |
| 1    | Anni Friesinger, Claudia Pechstein, Daniela Anschütz, Katrin Kalex, Lucille Opitz, Monique Angermüller, Sabine Völker                                      | Deutschland         | 224    |
| 2    | Galina Lichatschowa, Jekaterina Abramowa, Jekaterina Lobyschewa, Olga Tarassowa-Sacharowskaja, Swetlana Wyssokowa, Walentina Jakschina, Warwara Baryschewa | Russland            | 190    |
| 3    | Brittany Schussler, Christine Nesbitt, Cindy Klassen, Clara Hughes, Kerry Simpson, Kristina Groves, Michèlle D’Amours, Shannon Rempel                      | Kanada              | 188    |
| 4    | Wang Fei, Ji Jia, Zhang Xiaolei | Volksrepublik China | 185    |
| 5    | Barbara de Loor, Helen van Goozen, Ireen Wüst, Marja Vis, Moniek Kleinsman, Paulien van Deutekom, Renate Groenewold, Tessa van Dijk, Wieteke Cramer        | Niederlande         | 169    |
| 6    | Eriko Ishino, Eriko Seo, Hiromi Ōtsu, Maki Tabata, Nami Nemoto, Yuri Obara                                                                                 | Japan               | 160    |
| 7    | Catherine Raney, Chris Witty, Jennifer Rodriguez, Kristine Holzer, Margaret Crowley, Maria Lamb, Nancy Swider-Peltz Jr.                                    | Vereinigte Staaten  | 128    |
| 8    | Annette Bjelkevik, Hedvig Bjelkevik, Maren Haugli | Norwegen            | 94     |
| 9    | Jeong Eun-Jee, Lee Ju-yeon, Noh Seon-yeong, Kim Yoo-Rim | Südkorea            | 89     |
| 10   | Daniela Dumitru, Daniela Oltean, Oana Anesia Opincariu | Rumänien            | 48     |

### Männer

#### Weltcup-Übersicht
| Datum                                                                     | Ort                                    | Disziplin                                     | Sieger                                                       | Zweiter                                                       | Dritter                                                        |
| ------------------------------------------------------------------------- | -------------------------------------- | --------------------------------------------- | ------------------------------------------------------------ | ------------------------------------------------------------- | -------------------------------------------------------------- |
| 12. bis 13. Nov. 2005                                                     | Calgary (Olympic Oval)                 | Team (12. Nov.)                               | Kanada Arne Dankers Steven Elm Denny Morrison                | Niederlande Rintje Ritsma Remco Olde Heuvel Jochem Uytdehaage | Niederlande Mark Tuitert Erben Wennemars Carl Verheijen        |
| 12. bis 13. Nov. 2005                                                     | Calgary (Olympic Oval)                 | 1.500 m (12. Nov.)                            | Shani Davis                                                  | Chad Hedrick                                                  | Alexander Kibalko                                              |
| 12. bis 13. Nov. 2005                                                     | Calgary (Olympic Oval)                 | 5.000 m (13. Nov.)                            | Chad Hedrick                                                 | Carl Verheijen                                                | Eskil Ervik                                                    |
| 18. bis 20. Nov. 2005                                                     | Salt Lake City (Utah Olympic Oval)     | 1.500 m (18. Nov.)                            | Chad Hedrick                                                 | Shani Davis                                                   | Erben Wennemars                                                |
| 18. bis 20. Nov. 2005                                                     | Salt Lake City (Utah Olympic Oval)     | 500 m (19. Nov.)                              | Jōji Katō                                                    | Lee Kang-seok                                                 | Jeremy Wotherspoon                                             |
| 18. bis 20. Nov. 2005                                                     | Salt Lake City (Utah Olympic Oval)     | 1.000 m (19. Nov.)                            | Shani Davis                                                  | Stefan Groothuis                                              | Joey Cheek                                                     |
| 18. bis 20. Nov. 2005                                                     | Salt Lake City (Utah Olympic Oval)     | 5.000 m (19. Nov.)                            | Sven Kramer                                                  | Carl Verheijen                                                | Chad Hedrick                                                   |
| 18. bis 20. Nov. 2005                                                     | Salt Lake City (Utah Olympic Oval)     | 500 m (20. Nov.)                              | Jōji Katō                                                    | Lee Kang-seok                                                 | Jeremy Wotherspoon                                             |
| 18. bis 20. Nov. 2005                                                     | Salt Lake City (Utah Olympic Oval)     | 1.000 m (20. Nov.)                            | Shani Davis                                                  | Erben Wennemars                                               | Jeremy Wotherspoon                                             |
| 26. bis 27. Nov. 2005                                                     | Milwaukee (Pettit National Ice Center) | 100 m (26.–27. Nov.)                          | Yu Fengtong                                                  | Lee Kang-seok An Weijiang                                     |                                                                |
| 26. bis 27. Nov. 2005                                                     | Milwaukee (Pettit National Ice Center) | 500 m (26. Nov.)                              | Lee Kang-seok                                                | Yu Fengtong                                                   | Jeremy Wotherspoon                                             |
| 26. bis 27. Nov. 2005                                                     | Milwaukee (Pettit National Ice Center) | 1.000 m (26. Nov.)                            | Shani Davis                                                  | Jeremy Wotherspoon                                            | Even Wetten                                                    |
| 26. bis 27. Nov. 2005                                                     | Milwaukee (Pettit National Ice Center) | 500 m (27. Nov.)                              | Jeremy Wotherspoon                                           | Dmitri Dorofejew                                              | Casey FitzRandolph Lee Kang-seok                               |
| 26. bis 27. Nov. 2005                                                     | Milwaukee (Pettit National Ice Center) | 1.000 m (27. Nov.)                            | Shani Davis                                                  | Joey Cheek                                                    | Casey FitzRandolph                                             |
| 3. bis 4. Dez. 2005                                                       | Klobenstein (Ritten Arena)             | Team (3. Dez.)                                | Niederlande ISven Kramer Jochem Uytdehaage Carl Verheijen    | Kanada Arne Dankers Denny Morrison Justin Warsylewicz         | Niederlande IIBob de Jong Remco Olde Heuvel Ralf van der Rijst |
| 3. bis 4. Dez. 2005                                                       | Klobenstein (Ritten Arena)             | 1.500 m (3. Dez.)                             | Simon Kuipers                                                | Chad Hedrick                                                  | Enrico Fabris                                                  |
| 3. bis 4. Dez. 2005                                                       | Klobenstein (Ritten Arena)             | 10.000 m (4. Dez.)                            | Carl Verheijen                                               | Chad Hedrick                                                  | Lasse Sætre                                                    |
| 9. bis 11. Dez. 2005                                                      | Turin (Oval Lingotto)                  | 500 m (9. Dez.)                               | Yu Fengtong                                                  | Lee Kang-seok Jōji Katō                                       |                                                                |
| 9. bis 11. Dez. 2005                                                      | Turin (Oval Lingotto)                  | 5.000 m (9. Dez.)                             | Chad Hedrick                                                 | Eskil Ervik                                                   | Enrico Fabris                                                  |
| 9. bis 11. Dez. 2005                                                      | Turin (Oval Lingotto)                  | 1.000 m (10. Dez.)                            | Dmitri Dorofejew                                             | Yūsuke Imai                                                   | Denny Morrison                                                 |
| 9. bis 11. Dez. 2005                                                      | Turin (Oval Lingotto)                  | Team (10. Dez.)                               | ItalienStefano Donagrandi Enrico Fabris Ippolito Sanfratello | Vereinigte StaatenChad Hedrick KC Boutiette Derek Parra       | NorwegenHåvard Bøkko Mikael Flygind Larsen Eskil Ervik         |
| 9. bis 11. Dez. 2005                                                      | Turin (Oval Lingotto)                  | 500 m (11. Dez.)                              | Jōji Katō                                                    | Dmitri Dorofejew                                              | Jeremy Wotherspoon Yu Fengtong                                 |
| 9. bis 11. Dez. 2005                                                      | Turin (Oval Lingotto)                  | 1.500 m (11. Dez.)                            | Enrico Fabris                                                | Denny Morrison                                                | Chad Hedrick                                                   |
| 17. bis 18. Dez. 2005                                                     | Inzell (Ludwig-Schwabl-Stadion)        | 500 m (17. Dez.)                              | Dmitri Dorofejew                                             | Gerard van Velde                                              | Even Wetten                                                    |
| 17. bis 18. Dez. 2005                                                     | Inzell (Ludwig-Schwabl-Stadion)        | 1.000 m (17. Dez.)                            | Dmitri Dorofejew                                             | Gerard van Velde                                              | Stefan Groothuis                                               |
| 17. bis 18. Dez. 2005                                                     | Inzell (Ludwig-Schwabl-Stadion)        | 100 m (17.–18. Dez.)                          | Mika Poutala                                                 | Maciej Ustynowicz                                             | Sergei Kornilow                                                |
| 17. bis 18. Dez. 2005                                                     | Inzell (Ludwig-Schwabl-Stadion)        | 500 m (18. Dez.)                              | Dmitri Dorofejew                                             | Janne Hänninen                                                | Pekka Koskela                                                  |
| 17. bis 18. Dez. 2005                                                     | Inzell (Ludwig-Schwabl-Stadion)        | 1.000 m (18. Dez.)                            | Remco Olde Heuvel                                            | Dmitri Dorofejew                                              | Janne Hänninen                                                 |
| Mehrkampfeuropameisterschaft in Hamar (Vikingskipet), 14.–15. Januar 2006 |                                        |                                               |                                                              |                                                               |                                                                |
| Sprintweltmeisterschaft in Heerenveen (Thialf), 21.–22. Januar 2006       |                                        |                                               |                                                              |                                                               |                                                                |
| 28. bis 29. Jan. 2006                                                     | Klobenstein (Ritten Arena)             | 500 m (28. Jan.)                              | Joey Cheek                                                   | Yūya Oikawa                                                   | Gerard van Velde                                               |
| 28. bis 29. Jan. 2006                                                     | Klobenstein (Ritten Arena)             | 1.000 m (28. Jan.)                            | Shani Davis                                                  | Joey Cheek                                                    | Yūsuke Imai                                                    |
| 28. bis 29. Jan. 2006                                                     | Klobenstein (Ritten Arena)             | 500 m (29. Jan.)                              | Joey Cheek                                                   | Dmitri Dorofejew                                              | Casey FitzRandolph Yūya Oikawa                                 |
| 28. bis 29. Jan. 2006                                                     | Klobenstein (Ritten Arena)             | 1.000 m (29. Jan.)                            | Shani Davis                                                  | Erben Wennemars                                               | Casey FitzRandolph                                             |
| Olympische Winterspiele in Turin (Oval Lingotto), 10.–26. Februar 2006    |                                        |                                               |                                                              |                                                               |                                                                |
| 3. bis 5. Mär. 2006                                                       | Heerenveen (Thialf)                    | 500 m (3. Mär.)                               | Lee Kang-seok                                                | Joey Cheek                                                    | Dmitri Dorofejew                                               |
| 3. bis 5. Mär. 2006                                                       | Heerenveen (Thialf)                    | 5.000 m (3. Mär.)                             | Sven Kramer                                                  | Enrico Fabris                                                 | Chad Hedrick                                                   |
| 3. bis 5. Mär. 2006                                                       | Heerenveen (Thialf)                    | 1.000 m (4. Mär.)                             | Shani Davis                                                  | Jan Bos                                                       | Jeremy Wotherspoon                                             |
| 3. bis 5. Mär. 2006                                                       | Heerenveen (Thialf)                    | 500 m (5. Mär.)                               | Lee Kang-seok                                                | Jeremy Wotherspoon                                            | Pekka Koskela                                                  |
| 3. bis 5. Mär. 2006                                                       | Heerenveen (Thialf)                    | 1.500 m (5. Mär.)                             | Chad Hedrick                                                 | Shani Davis                                                   | Enrico Fabris                                                  |
| 3. bis 5. Mär. 2006                                                       | Heerenveen (Thialf)                    | 100 m (3.–5. Mär.)                            | Yūya Oikawa                                                  | Lee Kang-seok                                                 | Mika Poutala                                                   |
| 3. bis 5. Mär. 2006                                                       | Heerenveen (Thialf)                    | Demonstrationsrennen - Eis-Marathon (5. Mär.) | Pascal Briand                                                | Lars Hoogenboom                                               | Henk Angenent                                                  |
| Mehrkampfweltmeisterschaft in Calgary (Olympic Oval), 18.–19. März 2006   |                                        |                                               |                                                              |                                                               |                                                                |

#### 100 Meter
- Sprintausscheidung: Im K.O.-System gelangen die Sportler über (Vorrunden und) Halbfinales ins Finale der besten drei

(Endstand: Nach 3 Rennen)
| Rang | Name              | Land                | Punkte |
| ---- | ----------------- | ------------------- | ------ |
| 1    | Yūya Oikawa       | Japan               | 210    |
| 2    | Mika Poutala      | Finnland            | 205    |
| 3    | Lee Kang-seok     | Südkorea            | 200    |
| 4    | Maciej Ustynowicz | Polen               | 165    |
| 5    | Aljaksej Chatylew | Belarus             | 141    |
| 6    | Pekka Koskela     | Finnland            | 122    |
| 7    | Sergei Kornilow   | Russland            | 110    |
| 8    | Janne Hänninen    | Finnland            | 105    |
| 9    | Yu Fengtong       | Volksrepublik China | 100    |
| 10   | An Weijiang       | Volksrepublik China | 80     |
|      |                   |                     |        |
| 19   | Thomas Falger     | Österreich          | 24     |
| 22   | Christian Falger  | Österreich          | 18     |

#### 500 Meter
(Endstand: Nach 12 Rennen)
| Rang | Name               | Land                | Punkte |
| ---- | ------------------ | ------------------- | ------ |
| 1    | Lee Kang-seok      | Südkorea            | 746    |
| 2    | Dmitri Dorofejew   | Russland            | 720    |
| 3    | Joey Cheek         | Vereinigte Staaten  | 705    |
| 4    | Jeremy Wotherspoon | Kanada              | 566    |
| 5    | Casey FitzRandolph | Vereinigte Staaten  | 542    |
| 6    | Jōji Katō          | Japan               | 498    |
| 7    | Yūya Oikawa        | Japan               | 455    |
| 8    | Pekka Koskela      | Finnland            | 412    |
| 9    | Gerard van Velde   | Niederlande         | 389    |
| 10   | Yu Fengtong        | Volksrepublik China | 373    |
|      |                    |                     |        |
| 24   | Dino Gillarduzzi   | Deutschland         | 125    |

#### 1.000 Meter
(Endstand: Nach 10 Rennen)
| Rang | Name               | Land               | Punkte |
| ---- | ------------------ | ------------------ | ------ |
| 1    | Shani Davis        | Vereinigte Staaten | 750    |
| 2    | Joey Cheek         | Vereinigte Staaten | 418    |
| 3    | Jeremy Wotherspoon | Kanada             | 399    |
| 4    | Even Wetten        | Norwegen           | 396    |
| 5    | Casey FitzRandolph | Vereinigte Staaten | 365    |
| 6    | Dmitri Dorofejew   | Russland           | 345    |
| 7    | Gerard van Velde   | Niederlande        | 340    |
| 8    | Erben Wennemars    | Niederlande        | 292    |
| 9    | Stefan Groothuis   | Niederlande        | 289    |
| 10   | Remco Olde Heuvel  | Niederlande        | 272    |
|      |                    |                    |        |
| 23   | Dino Gillarduzzi   | Deutschland        | 108    |

#### 1.500 Meter
(Endstand: Nach 5 Rennen)
| Rang | Name              | Land               | Punkte |
| ---- | ----------------- | ------------------ | ------ |
| 1    | Chad Hedrick      | Vereinigte Staaten | 480    |
| 2    | Denny Morrison    | Kanada             | 315    |
| 3    | Enrico Fabris     | Italien            | 306    |
| 4    | Shani Davis       | Vereinigte Staaten | 300    |
| 5    | Beorn Nijenhuis   | Niederlande        | 234    |
| 6    | Simon Kuipers     | Niederlande        | 200    |
| 7    | Jan Bos           | Niederlande        | 174    |
| 8    | Erben Wennemars   | Niederlande        | 170    |
| 9    | Petter Andersen   | Norwegen           | 168    |
| 10   | Alexander Kibalko | Russland           | 141    |
|      |                   |                    |        |
| 18   | Christian Breuer  | Deutschland        | 84     |

#### 5.000/10.000 Meter
(Endstand: Nach 5 Rennen)
| Rang | Name             | Land               | Punkte |
| ---- | ---------------- | ------------------ | ------ |
| 1    | Chad Hedrick     | Vereinigte Staaten | 455    |
| 2    | Sven Kramer      | Niederlande        | 400    |
| 3    | Carl Verheijen   | Niederlande        | 365    |
| 4    | Eskil Ervik      | Norwegen           | 360    |
| 5    | Enrico Fabris    | Italien            | 312    |
| 6    | Arne Dankers     | Kanada             | 181    |
| 7    | Bob de Jong      | Niederlande        | 169    |
| 8    | Lasse Sætre      | Norwegen           | 167    |
| 9    | Øystein Grødum   | Norwegen           | 163    |
| 10   | Johan Röjler     | Schweden           | 137    |
|      |                  |                    |        |
| 20   | Robert Lehmann   | Deutschland        | 42     |
| 21   | Tobias Schneider | Deutschland        | 42     |
| 23   | Marco Weber      | Deutschland        | 40     |
| 25   | Jens Boden       | Deutschland        | 30     |

#### Teamlauf
- Je Weltcuprennen starteten drei Läufer

(Endstand: Nach 3 Rennen)
| Rang | Name | Land               | Punkte |
| ---- | --- | ------------------ | ------ |
| 1    | Arne Dankers, Denny Morrison, Dustin Molicki, Jason Parker, Jay Morrison, Justin Warsylewicz, Steven Elm                                         | Kanada             | 208    |
| 2    | Enrico Fabris, Ippolito Sanfratello, Matteo Anesi, Stefano Donagrandi                                                                            | Italien            | 181    |
| 3    | Bob de Jong, Carl Verheijen, Erben Wennemars, Jochem Uytdehaage, Mark Tuitert, Ralf van der Rijst, Remco Olde Heuvel, Rintje Ritsma, Sven Kramer | Niederlande        | 180    |
| 4    | Eskil Ervik, Håvard Bøkko, Mikael Flygind Larsen, Odd Bohlin Borgersen, Øystein Grødum, Petter Andersen                                          | Norwegen           | 165    |
| 5    | Chad Hedrick, Charles Leveille, Clay Mull, Derek Parra, Joey Cheek, KC Boutiette                                                                 | Vereinigte Staaten | 165    |
| 6    | Alexander Kibalko, Alexei Junin, Anatoli Krascheninin, Andrei Burljajew, Artem Detyschew, Dmitri Schepel, Iwan Skobrew, Jewgeni Lalenkow         | Russland           | 134    |
| 7    | Kesato Miyazaki, Naoki Yasuda, Shingo Doi, Takahiro Ushiyama, Teruhiro Sugimori                                                                  | Japan              | 128    |
| 8    | Danny Leger, Jan Friesinger, Jörg Dallmann, Robert Lehmann, Stefan Heythausen, Tobias Schneider                                                  | Deutschland        | 117    |
| 9    | Konrad Niedźwiedzki, Paweł Jan Zygmunt, Piotr Bluj, Piotr Puszkarski, Robert Kustra, Sławomir Chmura, Witold Mazur                               | Polen              | 80     |
| 10   | Lee Joog-woo, Mun Jun, Yeo Sang-yeop, Lee Seung-hwan                                                                                             | Südkorea           | 73     |

## Gesamt
- Platz: Gibt die Reihenfolge der Athleten wieder. Diese wird durch die Anzahl der Weltcupsiege bestimmt. Bei gleicher Anzahl werden die 2. Platzierungen verglichen, danach die 3. Platzierungen
- Name: Nennt den Namen des Athleten
- Land: Nennt das Land, für das der Athlet startete
- Siege: Nennt die Anzahl der Weltcupsiege
- 2. Plätze: Nennt die Anzahl der errungenen 2. Plätze
- 3. Plätze: Nennt die Anzahl der errungenen 3. Plätze
- Gesamt: Nennt die Anzahl aller gewonnenen Medaillen

### Top Ten
Die Top Ten zeigt die zehn erfolgreichsten Sportler/-innen des Eisschnelllauf-Weltcups 2005/06.
| Platz | Name              | Land                | Siege | 2. Plätze | 3. Plätze | Gesamt |
| ----- | ----------------- | ------------------- | ----- | --------- | --------- | ------ |
| 1.    | Anni Friesinger   | Deutschland         | 11    | 3         | 1         | 15     |
| 2.    | Shani Davis       | Vereinigte Staaten  | 8     | 2         | 0         | 10     |
| 3.    | Cindy Klassen     | Kanada              | 4     | 5         | 2         | 11     |
| 4.    | Chad Hedrick      | Vereinigte Staaten  | 4     | 4         | 3         | 11     |
| 5.    | Dmitri Dorofejew  | Russland            | 4     | 4         | 1         | 9      |
| 6.    | Wang Manli        | Volksrepublik China | 4     | 1         | 0         | 5      |
| 7.    | Jenny Wolf        | Deutschland         | 3     | 6         | 1         | 10     |
| 8.    | Lee Kang-seok     | Südkorea            | 3     | 5         | 1         | 9      |
| 9.    | Chiara Simionato  | Italien             | 3     | 3         | 4         | 10     |
| 10.   | Swetlana Schurowa | Russland            | 3     | 2         | 0         | 5      |

### Frauen
| Platz | Name                  | Land                | Siege | 2. Plätze | 3. Plätze | Gesamt |
| ----- | --------------------- | ------------------- | ----- | --------- | --------- | ------ |
| 1.    | Anni Friesinger       | Deutschland         | 11    | 3         | 1         | 15     |
| 2.    | Cindy Klassen         | Kanada              | 4     | 5         | 2         | 11     |
| 3.    | Wang Manli            | Volksrepublik China | 4     | 1         | 0         | 5      |
| 4.    | Jenny Wolf            | Deutschland         | 3     | 6         | 1         | 10     |
| 5.    | Chiara Simionato      | Italien             | 3     | 3         | 4         | 10     |
| 6.    | Swetlana Schurowa     | Russland            | 3     | 2         | 0         | 5      |
| 7.    | Ireen Wüst            | Niederlande         | 3     | 0         | 0         | 3      |
| 8.    | Daniela Anschütz      | Deutschland         | 2     | 0         | 0         | 2      |
| 9.    | Claudia Pechstein     | Deutschland         | 1     | 4         | 0         | 5      |
| 10.   | Jennifer Rodriguez    | Vereinigte Staaten  | 1     | 2         | 3         | 6      |
| 11.   | Wang Beixing          | Volksrepublik China | 1     | 2         | 1         | 4      |
| 12.   | Clara Hughes          | Kanada              | 1     | 2         | 0         | 3      |
| 12.   | Sayuri Yoshii         | Japan               | 1     | 2         | 0         | 3      |
| 14.   | Lee Sang-hwa          | Südkorea            | 1     | 1         | 2         | 4      |
| 15.   | Els Murris            | Niederlande         | 1     | 1         | 0         | 2      |
| 16.   | Sayuri Ōsuga          | Japan               | 1     | 0         | 2         | 3      |
| 17.   | Renate Groenewold     | Niederlande         | 1     | 0         | 1         | 2      |
| 18.   | Moniek Kleinsman      | Niederlande         | 1     | 0         | 0         | 1      |
| 18.   | Sabine Völker         | Deutschland         | 1     | 0         | 0         | 1      |
| 20.   | Kristina Groves       | Kanada              | 0     | 2         | 4         | 6      |
| 21.   | Christine Nesbitt     | Kanada              | 0     | 2         | 1         | 3      |
| 22.   | Swetlana Kaikan       | Russland            | 0     | 1         | 2         | 3      |
| 23.   | Aki Tonoike           | Japan               | 0     | 1         | 1         | 2      |
| 23.   | Tomomi Okazaki        | Japan               | 0     | 1         | 1         | 2      |
| 25.   | Ji Jia                | Volksrepublik China | 0     | 1         | 0         | 1      |
| 25.   | Wang Fei              | Volksrepublik China | 0     | 1         | 0         | 1      |
| 25.   | Zhang Xiaolei         | Volksrepublik China | 0     | 1         | 0         | 1      |
| 28.   | Sanne van der Star    | Niederlande         | 0     | 0         | 3         | 3      |
| 29.   | Marianne Timmer       | Niederlande         | 0     | 0         | 2         | 2      |
| 30.   | Maren Haugli          | Norwegen            | 0     | 0         | 1         | 1      |
| 30.   | Marieke Wijsman       | Niederlande         | 0     | 0         | 1         | 1      |
| 30.   | Paulien van Deutekom  | Niederlande         | 0     | 0         | 1         | 1      |
| 30.   | Paulina Wallin        | Schweden            | 0     | 0         | 1         | 1      |
| 30.   | Eriko Ishino          | Japan               | 0     | 0         | 1         | 1      |
| 30.   | Galina Lichatschowa   | Russland            | 0     | 0         | 1         | 1      |
| 30.   | Jekaterina Lobyschewa | Russland            | 0     | 0         | 1         | 1      |
| 30.   | Jekaterina Abramowa   | Russland            | 0     | 0         | 1         | 1      |
| 30.   | Katrin Kalex          | Deutschland         | 0     | 0         | 1         | 1      |
| 30.   | Lucille Opitz         | Deutschland         | 0     | 0         | 1         | 1      |
| 30.   | Maki Tabata           | Japan               | 0     | 0         | 1         | 1      |
| 30.   | Monique Angermüller   | Deutschland         | 0     | 0         | 1         | 1      |
| 30.   | Hiromi Ōtsu           | Japan               | 0     | 0         | 1         | 1      |

### Männer
| Platz | Name                  | Land                | Siege | 2. Plätze | 3. Plätze | Gesamt |
| ----- | --------------------- | ------------------- | ----- | --------- | --------- | ------ |
| 1.    | Shani Davis           | Vereinigte Staaten  | 8     | 2         | 0         | 10     |
| 2.    | Chad Hedrick          | Vereinigte Staaten  | 4     | 4         | 3         | 11     |
| 3.    | Dmitri Dorofejew      | Russland            | 4     | 4         | 1         | 9      |
| 4.    | Lee Kang-seok         | Südkorea            | 3     | 5         | 1         | 9      |
| 5.    | Jōji Katō             | Japan               | 3     | 1         | 0         | 4      |
| 6.    | Sven Kramer           | Niederlande         | 3     | 0         | 0         | 3      |
| 7.    | Joey Cheek            | Vereinigte Staaten  | 2     | 3         | 1         | 6      |
| 8.    | Carl Verheijen        | Niederlande         | 2     | 2         | 1         | 5      |
| 9.    | Enrico Fabris         | Italien             | 2     | 1         | 3         | 6      |
| 10.   | Yu Fengtong           | Volksrepublik China | 2     | 1         | 1         | 4      |
| 11.   | Jeremy Wotherspoon    | Kanada              | 1     | 2         | 6         | 9      |
| 12.   | Denny Morrison        | Kanada              | 1     | 2         | 1         | 4      |
| 13.   | Remco Olde Heuvel     | Niederlande         | 1     | 1         | 1         | 3      |
| 13.   | Yūya Oikawa           | Japan               | 1     | 1         | 1         | 3      |
| 15.   | Arne Dankers          | Kanada              | 1     | 1         | 0         | 2      |
| 15.   | Jochem Uytdehaage     | Niederlande         | 1     | 1         | 0         | 2      |
| 17.   | Mika Poutala          | Finnland            | 1     | 0         | 1         | 2      |
| 18.   | Simon Kuipers         | Niederlande         | 1     | 0         | 0         | 1      |
| 18.   | Ippolito Sanfratello  | Italien             | 1     | 0         | 0         | 1      |
| 18.   | Stefano Donagrandi    | Italien             | 1     | 0         | 0         | 1      |
| 18.   | Steven Elm            | Kanada              | 1     | 0         | 0         | 1      |
| 22.   | Erben Wennemars       | Niederlande         | 0     | 2         | 2         | 4      |
| 23.   | Gerard van Velde      | Niederlande         | 0     | 2         | 1         | 3      |
| 24.   | Eskil Ervik           | Norwegen            | 0     | 1         | 2         | 3      |
| 25.   | Janne Hänninen        | Finnland            | 0     | 1         | 1         | 2      |
| 25.   | Stefan Groothuis      | Niederlande         | 0     | 1         | 1         | 2      |
| 25.   | Yūsuke Imai           | Japan               | 0     | 1         | 1         | 2      |
| 28.   | Jan Bos               | Niederlande         | 0     | 1         | 0         | 1      |
| 28.   | Maciej Ustynowicz     | Polen               | 0     | 1         | 0         | 1      |
| 28.   | An Weijiang           | Volksrepublik China | 0     | 1         | 0         | 1      |
| 28.   | Derek Parra           | Vereinigte Staaten  | 0     | 1         | 0         | 1      |
| 28.   | Justin Warsylewicz    | Kanada              | 0     | 1         | 0         | 1      |
| 28.   | KC Boutiette          | Vereinigte Staaten  | 0     | 1         | 0         | 1      |
| 28.   | Rintje Ritsma         | Niederlande         | 0     | 1         | 0         | 1      |
| 35.   | Casey FitzRandolph    | Vereinigte Staaten  | 0     | 0         | 4         | 4      |
| 36.   | Even Wetten           | Norwegen            | 0     | 0         | 2         | 2      |
| 36.   | Pekka Koskela         | Finnland            | 0     | 0         | 2         | 2      |
| 38.   | Alexander Kibalko     | Russland            | 0     | 0         | 1         | 1      |
| 38.   | Lasse Sætre           | Norwegen            | 0     | 0         | 1         | 1      |
| 38.   | Sergei Kornilow       | Russland            | 0     | 0         | 1         | 1      |
| 38.   | Bob de Jong           | Niederlande         | 0     | 0         | 1         | 1      |
| 38.   | Håvard Bøkko          | Norwegen            | 0     | 0         | 1         | 1      |
| 38.   | Mark Tuitert          | Niederlande         | 0     | 0         | 1         | 1      |
| 38.   | Mikael Flygind Larsen | Norwegen            | 0     | 0         | 1         | 1      |
| 38.   | Ralf van der Rijst    | Niederlande         | 0     | 0         | 1         | 1      |

### Nationenwertung
Die Nationenwertung zeigt die erfolgreichsten Nationen (Sportler/-innen) des Eisschnelllauf-Weltcups 2005/06.
| Platz | Land                | Siege | 2. Plätze | 3. Plätze | Gesamt |
| ----- | ------------------- | ----- | --------- | --------- | ------ |
| 1.    | Vereinigte Staaten  | 15    | 11        | 11        | 37     |
| 2.    | Deutschland         | 14    | 13        | 3         | 30     |
| 3.    | Niederlande         | 10    | 10        | 13        | 33     |
| 4.    | Kanada              | 7     | 11        | 14        | 32     |
| 5.    | Russland            | 7     | 7         | 6         | 20     |
| 6.    | Volksrepublik China | 7     | 6         | 2         | 15     |
| 7.    | Japan               | 6     | 7         | 7         | 20     |
| 8.    | Italien             | 5     | 4         | 7         | 16     |
| 9.    | Südkorea            | 4     | 6         | 3         | 13     |
| 10.   | Finnland            | 1     | 1         | 4         | 6      |
| 11.   | Norwegen            | 0     | 1         | 6         | 7      |
| 12.   | Polen               | 0     | 1         | 0         | 1      |
| 13.   | Schweden            | 0     | 0         | 1         | 1      |